# Ordre et Châtiment, le péché de nos pères
Pour plus de détails, voir Fiche technique et Distribution.
Ordre et Châtiment, le péché de nos pères est un téléfilm dramatique américain, réalisé par Dan Curtis sorti en 2005.

## Synopsis
Dans les années 1980, des prêtres et notamment John Geoghan, sont arrêtés pour des actes d'abus sexuels sur des enfants mineurs. Le Cardinal Law fut lui aussi accusé ainsi que le diocèse. Le Cardinal Law était au courant des agissements de ces hommes d'église, mais il garda le secret pendant des années, jusqu'à ce qu'un petit groupe de victimes décide de demander justice et réparation, lançant ainsi une spirale de plaintes de victimes alors inconnues. Mitchell Garabedian, un avocat obstiné et tenace, décide de les aider à demander justice envers et contre tous, révélant ainsi aux médias et au monde le plus gros scandale impliquant l'église.

## Développement
- Le prêtre pédophile John Geoghan, reconnu coupable en janvier 2002, condamné à 10 ans de prison et incarcéré dans l'établissement pénitentiaire du Massachusetts, fut étranglé dans sa cellule le 23 août 2003 par un codétenu néo-nazi, à l'âge de 68 ans[2]. Le prêtre avait exercé pendant trente ans, dans six paroisses différentes. À peu près 150 de ses victimes se manifesteront.
- L'archevêché de Boston paiera 10 millions de dollars pour mettre fin aux poursuites engagées par 86 victimes du père Geoghan. Pour éviter à son archidiocèse de faire face aux pénalités financières, avant de démissionner, le cardinal Law prendra les mesures nécessaires pour déclarer l'archidiocèse en faillite. Les diocèses américains paieront plus d'un milliard de dollars de dommages et intérêts dans des affaires de pédophilie réglées hors des tribunaux.
- Les journalistes du Boston Globe enquêteront sur l’affaire pendant plus d'une année. Ils intervieweront des dizaines de victimes, liront des milliers de documents. Ils découvriront des années de couverture des faits par l’église. Leur reportage a abouti à la démission du Cardinal Bernard Law, archevêque de Boston. Cette enquête leur a valu le Prix Pulitzer en 2003[3].

## Fiche technique
- Titre original : Our Fathers
- Titre Français : Ordre et Châtiment, le péché de nos pères
- Réalisation : Dan Curtis
- Studio : Dan Curtis Productions
- Scénario : Thomas Michael Donnelly d'après une histoire vraie
- Livre : David France[4]
- Direction artistique : Andrew Menzies
- Décors : David Edgar
- Costumes : Resa McConaghy
- Caméra : Keith Murphy
- Musique : Bob Cobert
- Sociétés de production : Showtime, Peace Arch, Entertainment Group
- Société de distribution : Sony Pictures Home Entertainment
- Pays d'origine :  États-Unis
- Langue originale : anglais
- Image : Couleurs
- Ratio écran : 1.78:1 panoramique
- Genre : Drame
- Durée : 129 minutes
- Date de sortie : 2004
- Sortie Dvd : 11 mars 2010

## Distribution
- Ted Danson : Mitchell Garabedian

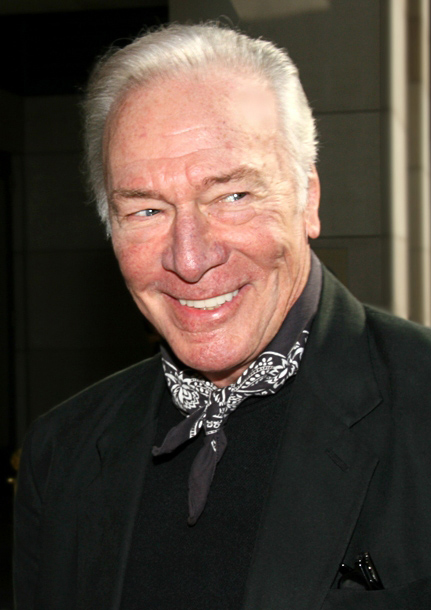
Christopher Plummer au Festival international du film de Toronto de 2007

- Christopher Plummer : Cardinal Bernard Law
- Brian Dennehy : Père Dominic Spagnolia
- Daniel Baldwin : Angelo DeFranco
- Ellen Burstyn : Mary Ryan
- Kenneth Welsh : Bishop Murphy
- Will Lyman :  Wilson Rogers Jr.
- Wayne Best : Père Doyle
- Colin Fox : Daniel Kibbe
- James Oliver : Patrick McSorley
- Jan Rubes : Pape Jean Paul
- Steven Shaw : John J. Geoghan
- Damien Atkins : Geoghan jeune
- Hugh Thompson : Tom Blanchette
- Aidan Devine : Bernie McDaid
- Chris Bauer : Olan Horne

## Distinctions

### Nominations
- Screen Actors Guild Awards 2006 : meilleur acteur dans une mini-série ou un téléfilm pour Christopher Plummer.

## DVD
- France :

Le film est sorti sur le support DVD.
- Ordre & châtiment, le péché de nos pères (DVD Keep Case) sorti le 11 mars 2010 édité par Elephant Film et distribué par Sony Pictures Home Entertainment. Le ratio écran est en 1.78:1 panoramique 16:9. L'audio est en Français et Anglais 5.1. Les sous-titres en Français sont disponibles. En suppléments : documentaire "Le cœur de l'affaire", bandes annonces de l'éditeur, galerie photos, filmographies des acteurs. La durée du métrages est de 130 minutes. Il s'agit d'une édition Zone All. ASIN B00354XVWW